# 克利夫村 (密蘇里州)
克利夫村（英語：Cliff Village）是位於美國密蘇里州牛頓縣的村。

## 人口
根據2020年美國人口普查的數據，克利夫村的面積為0.10平方千米，皆為陸地。當地共有人口40人，而人口密度為每平方千米400人。